# Abdou Rahman Dampha
Abdou Rahman Dampha (* 27. September 1991 in Banjul) ist ein gambischer Fußballspieler auf der Position eines Mittelfeldspielers. Er spielt derzeit in Frankreich für US Raon.

## Karriere

### Karrierebeginn bei Gambia Ports Authority FC
Beim mehrfachen gambischen Meister Gambia Ports Authority FC kam der junge Dampha ab 2007 zu seinen ersten Einsätzen im Herrenfußball, nachdem er zuvor bereits in der Jugendteams des Vereins zum Einsatz gekommen war. Beim in der GFA League First Division, der höchsten Spielklasse im gambischen Fußball, spielenden Hauptstadtklub kam Dampha unter anderem an der Seite des später ebenfalls im Schweizer Profifußball aktiven Pa Modou Jagne zum Einsatz und machte auf der Position des Mittelfeldspielers auf sich aufmerksam. Nach einem noch passablen vierten Platz im Spieljahr 2007 und dem Sieg im Finalspiel des GFA-Cup des Jahres 2007 konnte das Herrenteam im Jahre 2008 nicht mehr an die Erfolge des Vorjahres anschließen und musste so den Weg in die GFA League Second Division, die zweithöchste gambische Fußballliga, antreten.

### Wechsel nach Algerien
Noch bevor das Team dort seinen Spielbetrieb aufnehmen konnte und dabei einen Erfolgslauf starten konnte (Meister der Second Division: 2009, Meister der First Division: 2010), tätigte der talentierte Mittelfeldakteur im August 2008 seinen ersten Auslandstransfer, der ihn über einen mauretanischen Spielervermittler nach Algerien brachte. Beim damaligen algerischen Erstligisten, bei dem er auch seinen ersten Profivertrag erhielt, wurde der junge Gambier in der Spielzeit 2008/09 in 18 Meisterschaftspartien eingesetzt, in denen er fünf Treffer erzielte. Während seiner Zeit in Saida wurde Dampha im Januar 2009 für Probetrainingseinheiten nach Dänemark zu Sandefjord Fotball geholt, wo er allerdings nicht überzeugen konnte.  Noch während seiner Zeit beim algerischen Klub wurde Dampha von seinem Spielervermittler nach Norwegen gelotst, wo er im Juni bzw. Juli 2009 ein mehrtägiges Probetraining bei Hønefoss BK, bei dem mit Abdou Darboe unter anderem auch ein weiter Gambier aktiv ist, absolvierte.
Dabei beeindruckte er aufgrund seiner Leistung den dortigen Trainer, weshalb der Klub den damals 17-Jährigen Dampha auch verpflichten wollte. Allerdings kam man kurz darauf in eine ähnliche Kontroverse, wie sie damals bereits beim Transfer von Mikel John Obi zum FC Chelsea stattgefunden hatte. Dennoch wollte ihn das Team bis zum Saisonende behalten, was wiederum daran scheiterte, weil der Mittelfeldakteur bereits ein weiteres Angebot aus dem Schweizer Oberhaus vorliegen hatte. Der Sportdirektor des Schweizer Erstligisten Neuchâtel Xamax hatte Kontakt mit dem Spielervermittler Damphas aufgenommen und den jungen Spieler für ein viertägiges Probetraining sowie ein Testspiel gegen einen Schweizer Zweitligisten in die Schweizerische Eidgenossenschaft geholt.

### Die Zeit bei Neuchâtel Xamax
Nach kurzen Verhandlungen unterschrieb der 1,84 m große Akteur im Winter 2009/10 einen Vertrag mit einer Laufzeit von vier Jahren bei Neuchâtel Xamax. Sein Debüt in der höchsten Schweizer Fußballliga gab der Gambier schließlich am 6. Februar 2010 beim 0:0-Auswärtsremis gegen den FC Zürich, als er von Beginn an zum Einsatz kam und ab der 84. Spielminute durch Abdulla Fatadi ersetzt wurde. Bereits bei seinem zweiten Ligaeinsatz für die Neuenburger gelang dem damals 18-Jährigen am 21. Februar 2010 das erste Tor für seinen neuen Arbeitgeber, als er beim 1:1-Auswärtsremis gegen den FC Sion in der 56. Minute nach Vorarbeit des Österreichers Sanel Kuljić zum Ausgleich traf; erst kurz zuvor war Dampha erst eingewechselt worden. Zu einem vielerseits als „Traumtor“ bezeichneten Treffer kam der wendige Offensivspieler bei seinem fünften Ligaauftritt, einer 2:3-Auswärtspleite gegen den AC Bellinzona, als er in der 33. Spielminute von der Mittellinie aus zur 2:0-Führung seines Teams traf. Nach insgesamt zwölf Ligaeinsätzen und zwei Treffern beendete Dampha die Saison mit dem Team auf dem achten Tabellenplatz.
Die Saison 2010/11 verlief für den jungen Gambier bis dato (Stand: 10. November 2010) nicht sonderlich gut. Nachdem er bei bisher acht Meisterschaftseinsätzen vier über die volle Spieldauer gebracht hatte, erzielte er zwei Eigentore und wurde danach ab Mitte September 2010 auch noch durch Knieprobleme zurückgeworfen, die ihn knapp zwei Monate ausfallen ließen. Auch nach seiner Rückkehr im November 2010 muss Dampha, der noch immer unter Knieschmerzen (am Außenband) leidet, erst langsam wieder ins Spiel und in die Mannschaft finden. Sein Aufenthalt bei Xamax endete im Januar 2012, da sein dortiger Vertrag seine Gültigkeit verlor, nachdem Xamax zunächst die Lizenz entzogen worden war und der Klub wenig später Insolvenz anmeldete. Nach einem halben Jahr Arbeitslosigkeit wurde er im Sommer 2012 vom französischen Erstligisten AS Nancy unter Vertrag genommen.

### Durch den Nachwuchs ins A-Nationalteam
Erste internationale Erfahrung sammelte Dampha in den Jahren 2007 und 2008, als er erstmals in den Kader der gambischen U-17-Nationalmannschaft einberufen wurde und für die Mannschaft in einigen Länderspielen, vorwiegend gegen afrikanische Vertreter, zum Einsatz kam. Seit 2008 steht der offensive Mittelfeldspieler auch im Kader der U-20-Auswahl seines Heimatlandes, für die er ebenfalls bereits einige Länderspielerfahrung sammeln konnte. Seine erste Einberufung in den A-Nationalkader seines Heimatlandes folgte schließlich im Jahre 2009, als er erstmals in einem (inoffiziellen?) Länderspiel debütierte.

## Erfolge
- Gambischer Pokalsieger: 2007